# Classic Sud Ardèche 2019
La Classic Sud Ardèche 2019, diciannovesima edizione della corsa e valevole come evento dell'UCI Europe Tour 2019 categoria 1.1, si svolse il 2 marzo 2019 su un percorso di 197,5 km, con partenza e arrivo a Guilherand-Granges, in Francia. La vittoria fu appannaggio del francese Lilian Calmejane, il quale completò il percorso in 5h23'59", alla media di 36,58 km/h, precedendo il connazionale Valentin Madouas e il norvegese Odd Christian Eiking.
Sul traguardo di Guilherand-Granges 104 ciclisti, su 129 partenti, portarono a termine la competizione.

## Squadre e corridori partecipanti
| N.    | Cod. | Squadra                     |
| ----- | ---- | --------------------------- |
| 1-7   | ALM  | AG2R La Mondiale            |
| 11-17 | GFC  | Groupama-FDJ                |
| 21-27 | TDE  | Direct Énergie              |
| 31-37 | PCB  | Team Arkéa-Samsic           |
| 41-47 | COF  | Cofidis, Solutions Crédits  |
| 51-57 | VCB  | Vital Concept-B&B Hotels    |
| 61-67 | ANS  | Androni Giocattoli-Sidermec |
| 71-77 | WVA  | Wallonie Bruxelles          |
| 81-87 | ROC  | Roompot-Charles             |
| 91-97 | WGG  | Wanty-Gobert Cycling Team   |

| N.      | Cod. | Squadra                       |
| ------- | ---- | ----------------------------- |
| 101-107 | DMP  | Delko Marseille Provence      |
| 111-117 | NSK  | Neri Sottoli Selle Italia KTM |
| 121-127 | CJR  | Caja Rural-Seguros RGA        |
| 131-137 | ICA  | Israel Cycling Academy        |
| 141-147 | RLY  | Rally UHC Cycling             |
| 151-157 | RIW  | Riwal Readynez Cycling Team   |
| 161-167 | EUS  | Euskadi Basque Country-Murias |
| 171-176 | BBH  | Burgos-BH                     |
| 181-187 | AUB  | St Michel-Auber 93            |

## Ordine d'arrivo (Top 10)
| Pos. | Corridore            | Squadra       | Tempo    |
| ---- | -------------------- | ------------- | -------- |
| 1    | Lilian Calmejane     | Direct        | 5h23'59" |
| 2    | Valentin Madouas     | Groupama      | a 4"     |
| 3    | Odd Christian Eiking | Wanty         | s.t.     |
| 4    | Romain Bardet        | AG2R          | s.t.     |
| 5    | Pieter Weening       | Roompot       | s.t.     |
| 6    | Patrick Müller       | Vital Concept | s.t.     |
| 7    | Alexis Vuillermoz    | AG2R          | s.t.     |
| 8    | Guillaume Martin     | Wanty         | s.t.     |
| 9    | Garikoitz Bravo      | Euskadi       | s.t.     |
| 10   | Nicolas Edet         | Cofidis       | s.t.     |